# Gens Servilia

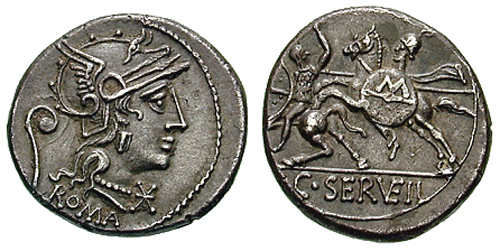
Denario di Gaio Servilio Vatia datato 127 a.C.

La gens Servilia era una famiglia patrizia della Roma antica già nota nei primi secoli della repubblica, e pochi nomi appaiono più di frequente nei Fasti consolari mantenendo un'alta influenza sino al periodo Imperiale. Il primo membro della gens che ottenne il consolato fu Publio Servilio Prisco Strutto nel 495 a.C. mentre l'ultimo nome che appare nei Fasti consolari è quello di Quinto Servilio Silano nel 189, occupando così una posizione di rilievo nello stato romano per quasi 700 anni.
Nel pieno della tradizione romana anche i Servilii avevano i propri Lari. Si narra che al nome della gens Servilia fu accostata per antonomasia la moneta detta Triente, che variava di volume nel tempo per dilatazione termica, così come era variato nel tempo il grado di influenza della gens tra la popolazione romana.

## Origini
In accordo alla tradizione, i Servilii era una casata originaria di Alba Longa e trasferita a Roma ai tempi di Tullo Ostilio, e qui registrata tra gli Ottimati. Per questo motivo era considerata di minor prestigio rispetto ad altre che potevano vantare origini ancora più antiche.

## Prenomi usati dalla gens Servilia
Ognuno dei differenti rami della casata usarono diversi tipi di prenomi. I più antichi usarono i prenomi Publio, Quinto, Spurio e Gaio. I Servilii Caepiones usarono primariamente Gneo e Quinto. I Servilii Gemini adottarono Gneo, Publio, Gaio e Marco. Gli antenati della casata usarono probabilmente anche il prenome Servius, ma di questo non rimane traccia.

## Rami e Cognomina della gens
I Servilii erano divisi in numerose famiglie; di queste in nomi utilizzati in età repubblicana furono Ahala, Axilla, Cepione, Casca, Gemino, Glaucia, Globulo, Prisco (con l'agnomen Fidenate),  Rullo, Strutto, Tucca e Vatia (con l'agnomen Isaurico). Gli Strutto, Prisco, Ahala e Cepione erano patrizi; i Casca plebei. Altri cognomina comparvero sotto l'Impero. gli unici cognomi che appaiono sulle monete sono Ahala, Cepione, Casca e Rullo.
Il cognomen Strutto ricorre quasi sempre insieme ai cognomina Prisco o Ahala. L'unico Strutto menzionato con questo solo cognomen è Spurio Servilio Strutto, tribuno consolare nel 368 a.C. Il fatto che Structus in due delle più antiche stirpi dei Servilii potrebbe indicare che le persone che portano questo cognome fossero discendenti di entrambe le famiglie.
I Prisci erano un'antica famiglia della gens Servilia ed occuparono le più alte cariche dello stato durante i primi periodi della Repubblica. Presero anche l'agnomen di Strutto, che è sempre aggiunto ai loro nomi nei Fasti, sino a quando non fu sostituito da Fidenate, che fu ottenuto per primo da Quinto Servilio Prisco Strutto, che prese Fidena durante la sua dittatura, nel 435 a.C., e che fu adottato anche dai suoi discendenti.
Ahala, di cui Axilla è soltanto un'altra forma, è un diminutivo di ala, che appunto vuol dire ala. Una leggenda popolare dice che il nome fu preso per primo da Gaio Servilio Strutto, magister equitum nel 439 a.C., perché nascose la lama con la quale uccise Spurio Melio sotto l'ascella (ala). Comunque quest'ipotesi è poco probabile perché il cognome fu in uso da più di una generazione prima dell'episodio.

## Membri della gens

### Servilii Prisci
- Publio Servilio Prisco Strutto, padre del console del 495 a.C.
- Publio Sevilio P. f. Prisco Strutto, console nel 495 a.C.
- Quinto Servilio P. f. Prisco Strutto, magister equitum nel 494 a.C.[5]
- Spurio Servilio P. f. P. n. Prisco Strutto, console nel 476 a.C.
- Quinto Servilio Q. f. P. n. Prisco Strutto, console nel 468 a.C. e nel 466 a.C.
- Publio Servilio S. f. P. n. Prisco Strutto, console nel 463 a.C.
- Quinto Servilio P. f. S. n. Prisco Strutto Fidenate, dittatore nel 435 a.C. e nel 418 a.C.
- Quinto Servilio Q. f. P. n. Prisco Fidenate, tribunus militum consulari potestate nel 402, 398, 395, 390, 388 e 386 a.C.
- Quinto Servilio Q. f. Q. n. Prisco Fidenate, tribunus militum consulari potestate nel 382, 378 e 369 a.C.[6]
- Spurio Servilio Prisco, censore nel 378 a.C.[7]

### Servilii Ahalae
- Gaio Servilio Strutto Ahala, console nel 478 a.C.[8][9]
- Gaio Servilio Strutto Ahala, magister equitum nel 439 a.C., uccisore di Spurio Melio.
- Gaio Servilio Q. f. C. n. Strutto Ahala, console nel 427 a.C.[10]
- Gaio Servilio Q. f. C. n. Ahala (o Axilla), tribuno consolare 418 e 417 a.C.[8][11]
- Gaio Servilio P. f. Q. n. Strutto Ahala, tribuno consolare nel 408, 407 e 402 a.C.
- Gaio Servilio Ahala, magister equitum nel 389 a.C.
- Quinto Servilio Q. f. Q. n. Ahala, console nel 365, 362 e nel 342 a.C., dittatore nel 360 a.C.[12]